# Chris Chan
Pour les articles homonymes, voir CWC et Chan.
Christine Weston Chandler née le 24 février 1982, Charlottesville en Virginie au États-Unis également connue sous le nom de Chris chan, est une blogueuse vidéo américaine trans et créatrice du webcomic "Sonichu".
Elle est considérée par certains comme l'une des personnes les plus documentées de l'histoire,. En raison de ses passe-temps inhabituels et de son comportement déviant, Chris a été victime de harcèlement massif et prolongé de la part des trolls sur le tableau d'images de 4chan et plus tard sur le forum SomethingAwful. Chris n'a pas pu résister correctement aux trolls, succombant constamment à leurs tromperies et provocations, devenant de plus en plus célèbre dans l'environnement Internet et subissant un nombre croissant d'attaques de trolls.

## Premières années
Christine est née le 24 février 1982 à Charlottesville, Virginie, États-Unis, de parents Robert Chandler (4 septembre 1927 - 6 septembre 2011) et Barbara Chandler (née le 1 octobre 1941). À l'âge de cinq ans, elle a reçu un diagnostic d'autisme. En 1992, son nom d'origine, Christopher, a été changé en Christian.

Le 29 décembre 1993, le journal Richmond Times-Dispatch a publié un article intitulé "Il a eu besoin d'un ours parlant pour donner le nom qu'un petit garçon aime, détaillant un récit indépendant de la façon dont Christine avait changé son nom de "Christopher" à "Christian". Voici un résumé de l'article :
L'ours est Leonard Bearstein, chef de l'orchestre d'ours pop qui divertit les acheteurs de Regency Square pendant les fêtes.
"Comme c'était au début de la saison de Noël un jeudi après-midi, la foule était légère", a déclaré Chandler. "La conversation entre Leonard et Christopher Weston Chandler a duré, par intermittence entre les chansons, environ une heure. Christopher était ensorcelté."

Quelque chose d'inhabituel s'est produit pendant cette conversation. Lorsque Leonard Bearstein, avec un accent résolument britannique, a demandé à Christopher son nom, l'ours a dû mal comprendre ce que l'enfant a répondu.
Ce récit a été la première apparition connue de Christine dans les médias.
Christine a passé la majeure partie de sa vie dans la ville de Ruckersville et à Charlottesville. Chris a été hors de Virginie, où se trouvent ces villes, seulement deux fois depuis 2015 : la première fois lorsqu'elle a rendu visite à son cousin Col en Californie, et la seconde lorsqu'elle est allé à Cleveland, dans l'Ohio, à la recherche de sa prochaine petite amie, qui était vraiment un troll qui lui faisait une blague. Après l'échec du voyage dans l'Ohio, les parents de Christine lui ont interdit de voyager en dehors de son État natal.
À l'âge de douze ans, elle a participé au tirage au sort Watch & Win de Sonic the Hedgehog organisé pour commémorer la série de dessins animés Les Aventures de Sonic. Elle était l'un des deux gagnants du grand prix : une fête de shopping de 1 000 $ de Kay-Bee Toys. Elle a été télévisé le 26 février 1994 sur Dateline News par NBC News.

## Web-comic
Chandler a fait la première référence à "Sonichu" le 17 mars 2000 pour un travail scolaire dans lequel il fallait produire la couverture d'un album,  où il était interdit d'utiliser des personnages protégés par le droit d'auteur, choisissant alors de rassembler les 2 séries qu'elle aimait le plus et avec des lettres que je crois de Yu-Gi-Oh ! Je crois la couverture où apparaissait Sonichu. Elle a publié le premier numéro de son webcomic Sonichu le 24 mars 2005, bien qu'il en ait déjà créé quelques-uns auparavant pour sa famille et ses amis. Elle a également fait quelques pages web pour sonichu. Le personnage du même nom est un hybride de Sonic et Pikachu,.
Elle est devenue célèbre sur Internet le 26 octobre 2007, après avoir attiré l'attention des utilisateurs des sites Web 4chan et de Encyclopedia Dramatica. La fascination initiale était due à son médaillon Sonichu fait maison caractéristique (plus tard volé et brûlé par des trolls), aux dessins pour enfants de son Sonic repeint non original et à son errance dans les lieux publics. Pour cette raison, Christine est devenu victime de cyberharcèlement et de trolling en ligne.

## Controverses

### Apologie de l'attentat des tours jumelles
Le 1er novembre 2009, Chris a posté une vidéo sur YouTube intitulée "Twin Falling Towers", dans laquelle elle menaçait deux trolls nommés "Clyde Cash" et "Jack Thaddeus", affirmant qu'ils tomberaient comme les tours jumelles. Cette vidéo a provoqué une forte réaction de la part des trolls et des autres téléspectateurs, qui ont considéré qu'il s'agissait d'un commentaire insensible envers les victimes des attentats terroristes du 11 septembre 2001. En réponse à la controverse, Chris a supprimé la vidéo et a publié des excuses, précisant que son intention était d'attaquer Clyde et de ne pas se moquer de l'attaque terroriste. Cependant, les excuses ont été largement critiquées, car beaucoup ont estimé qu'elles n'ont pas été prises avec le sérieux que la situation exigeait.

### Tentative de meurtre
En octobre 2011, Chris et sa mère ont visité un magasin de jeux vidéo local connu sous le nom de "The GAME PLACE", dans le but de discuter de l'interdiction d'accès de Chris dans le magasin qui lui a été placé en 2008. Plus tard, Chris et sa mère ont écrasé le directeur de l'établissement et en 2012, il a été jugé que Chris et sa mère devraient purger un service communautaire et un an de probation. Le local en question a été fermé en 2014.

### Incident GameStop
Chris a été arrêtée en décembre 2014 après avoir tenté de voler une boîte du jeu vidéo Sonic Boom : Rise of Lyric dans un magasin GameStop local et d'avoir agressé avec du gaz poivré un employé qui lui avait demandé de partir. Elle a ensuite fait face à un procès dans lequel elle a été accusée d'un crime de classe 6, mais qui a été réduit à un délit mineur. En octobre 2015, Chandler a été jugée coupable de l'altercation, elle a été condamnée à une amende de 500 dollars et à une probation de 180 jours.

### Affaire d'inceste
Le 30 juillet 2021, des enregistrements audio ont été publiés dans lesquels Christine prétendait avoir eu des relations sexuelles avec sa mère atteinte de démence. À l'appel, Chandler dit qu'elle et sa mère ont une "routine" dans laquelle elles ont des relations sexuelles "tous les trois soirs", et mentionne que sa mère l'apprécie. Le lendemain, les deux ont été séparés par le service de police local le même jour. Le 1er août, un streamer et podcasteur d'extrême droite connu sous le nom d'Ethan Ralph, a capturé le moment où Christine a été arrêtée à l'extérieur d'un motel à Charlottesville, lorsqu'elle est entrée en prison le matin, elle a été accusée d'inceste,. L'année suivante, une fausse nouvelle a été publiée affirmant que Christine s'était échappée de prison. Elle a été libérée en mars 2023 et plus tard, en août, son cas a été rejeté après que ses avocats aient déposé une requête différée pour trouble autistique,.

### Fils supposé
À la fin du mois de novembre 2024, alors que Chris retransmettait en direct le jeu 'Sonic X Shadow Generations', un utilisateur (peut-être un troll) lui a demandé ce qui suit : Quand annoncerez-vous l'enfant que vous allez avoir ?' (sous la forme d'une blague).

Ce à quoi Chris Chan a répondu par ce qui suit :
Quand l'enfant, quand l'enfant naît vraiment pour l'été, à un moment donné ou je pourrais simplement les garder tous dans le noir et les prévenir jusqu'à ce que l'enfant naisse.
Cette nouvelle du fils présumé a commencé à se répandre sur presque tout l'Internet, générant une vague de désinformation et de spéculation sur le sujet. Ce qui en même temps rouvrirait le débat sur le passé de Chris Chan dans des secteurs du réseau. Pendant cette période, il y avait aussi des factions qui ont décidé de faire des mèmes sur le sujet,,.
Le 27 novembre, sur X, Chris a démenti le prétendu fils, assurant que ce qu'il a dit en direct concernait une situation hypothétique et qu'il n'y aurait vraiment pas de grossesse.

## Influence sur les médias
La première mention de Sonichu dans d'autres médias a eu lieu dans le Slylock Fox & Comics for Kids, le 25 septembre 2011. Il présentait un dessin en noir et blanc du personnage dans le cadre de "Votre dessin". L'auteur de la bande dessinée, Bob Weber Jr., a admis sur le blog Comics Curmudgeon qu'il pensait que Christine avait "9 ans", au lieu de 29 au moment de la présentation.
Dans le clip de la chanson, "Monster" de dodie sorti le 21 janvier 2019, le personnage de Sonichu fait une apparition. Dans la marque des 45 secondes, il apparaît sur une affiche comme l'un des nombreux monstres à la recherche de l'amour. L'affiche dit "À la recherche d'un monstre sans petit ami", en ode à une affiche similaire produite par Christine pendant son temps à l'université.

## Documentaires
Plusieurs documentaires ont été réalisés à son sujet. En 2016, le YouTuber Fredrik Knudsen a sorti un documentaire de 23 minutes qui raconte sa vie et son œuvre. Le 12 novembre 2017, PewDiePie a publié une vidéo mettant en évidence son histoire. En 2018, le YouTuber Geno Samuel a commencé à produire un documentaire en plusieurs parties couvrant toute la vie de Christine. Pour l'instant, la série compte plus de 89 épisodes de 30 à 40 minutes. 